# Mieczysław Stefanów
Mieczysław Stefanów (ur. 26 sierpnia 1930 w Tarnowie, zm. 29 czerwca 2013 w Krakowie) – polski nauczyciel, geograf, wieloletni dyrektor V Liceum Ogólnokształcącego im. Augusta Witkowskiego w Krakowie.

## Życiorys
Urodził się 26 sierpnia 1930 r. w Tarnowie, gdzie uczył się w szkole średniej. Ukończył studia geograficzne w Wyższej Szkole Pedagogicznej w Krakowie. Po studiach przez kilka lat uczył geografii w tarnowskich szkołach, potem przeniósł się na stałe do Krakowa. Działał w sporcie akademickim, m.in. jako kierownik drużyny piłki ręcznej krakowskiego AZS.
W latach 1965–1968 był dyrektorem IV Liceum Ogólnokształcącego im. Tadeusza Kościuszki w Krakowie. Pełnił funkcję przewodniczącego krakowskiego Komitetu Kultury Fizycznej i Turystyki.

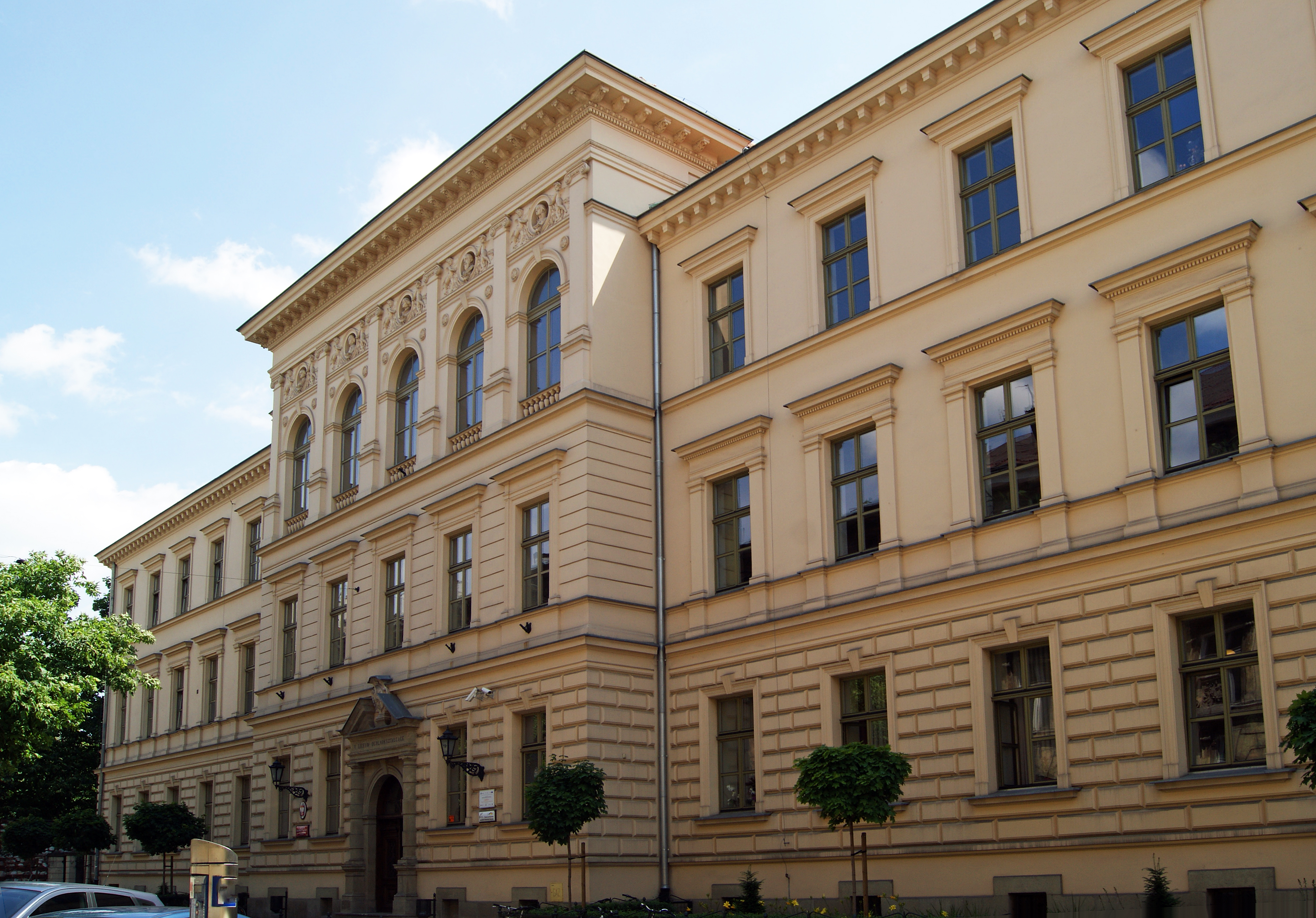
Budynek V LO

W latach 1971–1991 (lub 1972–1992) był nauczycielem geografii oraz dyrektorem V Liceum Ogólnokształcącego im. Augusta Witkowskiego w Krakowie. Wniósł szczególne zasługi w rozwój szkoły, która za jego czasów stała się jedną z najlepszych w Krakowie. W „Piątce” otwarto nowe profile – m.in. pierwszą w południowej Polsce klasę o profilu humanistycznym oraz utworzoną we współpracy z Wydziałem Matematyki Uniwersytetu Jagiellońskiego tzw. „uniwersytecką klasę” o profilu matematycznym. Mocno postawiono na wsparcie najwybitniejszych uczniów i ich udział w olimpiadach przedmiotowych. Szkoła pod jego rządami miała, w ostatnich dwóch dekadach PRL-u,  etykietę liberalnej – przyjmowano tu uczniów, którzy – często z powodów politycznych – nie mieli miejsca w innych szkołach, dopuszczono także, po raz pierwszy w krakowskim liceum, do chodzenia w spodniach przez uczennice.
Był jednym z założycieli, a w latach 1993–1997 – pierwszym dyrektorem VII Prywatnego Liceum Ogólnokształcącego im. Mikołaja Reja w Krakowie. Szkoła zyskała renomę „piątki bis”.
W XXI wieku działał nadal w kole seniorów AZS, jako członek rady.
Jego wspomnienie o Marku Eminowiczu znalazło się w wydanej w 2009 roku książce Lubię swoje wady. Marek Eminowicz w opowieściach na siedemdziesięciopięciolecie.
Zmarł 29 czerwca 2013 w Krakowie, został pochowany na cmentarzu Rakowickim 3 lipca tegoż roku.

## Upamiętnienie
Od 2014 odbywa się co roku lekkoatletyczny Memoriał im. dyr. Mieczysława Stefanowa. 13 października 2016 w hallu „Piątki” wbudowana została tablica pamiątkowa poświęcona dyrektorowi Stefanowowi.
Na tablicy pamiątkowej, odsłoniętej uroczyście w październiku 2016, napisano:

…w trudnych latach stworzył w „piątce” oazę wolności

## Ordery i odznaczenia
- Złoty Krzyż Zasługi (1964)[2]
- Krzyż Kawalerski Orderu Odrodzenia Polski[3] (1980)[2]
- Odznaka „Honoris Gratia” (2012)[2]
- Medal Komisji Edukacji Narodowej[3]